# Talita Antunes da Rocha
Talita Antunes da Rocha (Aquidauana, 29 augustus 1982), spelersnaam Talita, is een Braziliaans beachvolleyballer. Ze won tweemaal een bronzen medaille bij de wereldkampioenschappen en tweemaal het eindklassement van de FIVB World Tour. Daarnaast nam ze aan drie opeenvolgende Olympische Spelen deel.

## Carrière

### 2001 tot en met 2008
Talita begon in eerste instantie als zaalvolleyballer totdat ze in 2001 in aanraking kwam met Jackie Silva. Ze vormden een duo in de nationale competitie en wonnen in 2002 de Zuid-Amerikaanse kampioenschappen. Met Maria Clara Salgado behaalde ze dat jaar de bronzen medaille bij de WK U21 in Catania. Daarnaast debuteerde ze in Vitória met Renata Ribeiro in de World Tour. Talita en Renata zouden van 2005 tot en met 2008 vervolgens een vast team vormen. Het duo speelde in hun eerste jaar vijftien FIVB-toernooien. Ze boekten twee zeges (Athene en Bali) en behaalden twee tweede plaatsen (Sint-Petersburg en Montréal). In Salvador en Kaapstad eindigden ze daarnaast als vierde.
In 2006 bereikten Talita en Renata bij dertien van de veertien wedstrijden de top tien. In Porto Santo en Acapulco werd bovendien het podium gehaald (tweemaal tweede), terwijl het duo in Sint-Petersburg als vierde eindigde. Het jaar daarop behaalden ze twee eerste plaatsen (Sentosa en Marseille) en twee derde plaatsen (Shanghai en Espinho). Bij de WK in Gstaad bereikte het tweetal de achtste finale waar het werd uitgeschakeld door het Duitse duo Stephanie Pohl en Okka Rau. In 2008 speelden ze dertien wedstrijden met enkel toptienklasseringen als resultaat; in Shanghai werd gewonnen en in Adelaide en Barcelona eindigden ze als tweede. Daarnaast namen ze deel aan de Olympische Spelen in Peking. Ze kwamen tot aan de halve finale waar ze verloren van de latere olympisch kampioenen Kerri Walsh en Misty May-Treanor. In de wedstrijd om het brons was het Chinese duo Xue Chen en Zhang Xi vervolgens te sterk, waardoor Talita en Renata als vierde eindigden.

### 2009 tot en met 2012

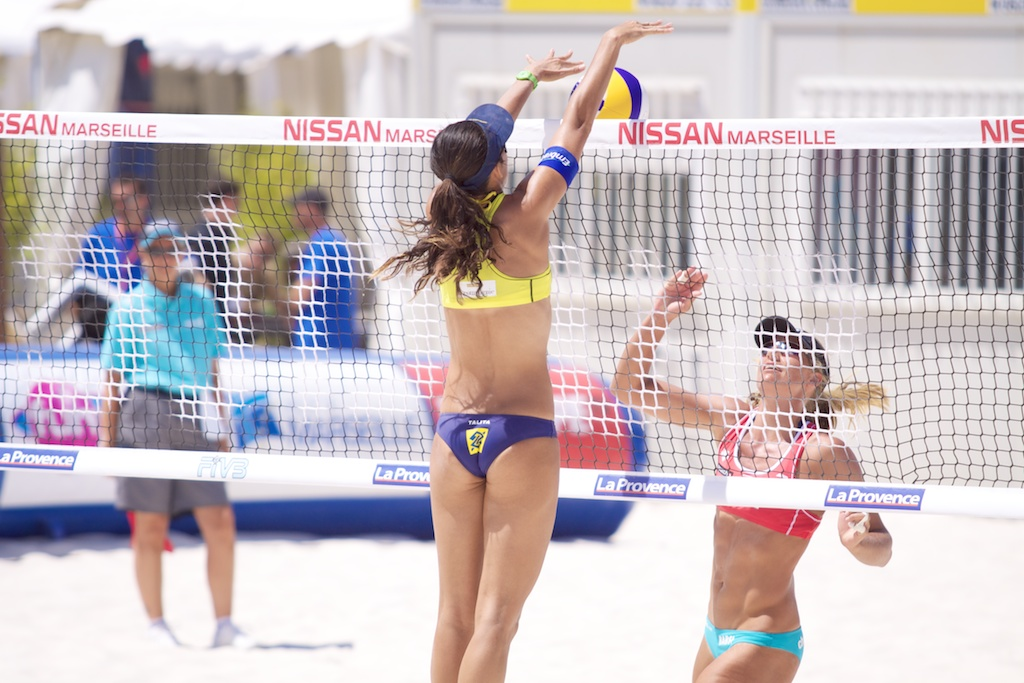
Talita aan het net bij de Marseille Open met Barbara Hansel aan de andere kant van het net (2010)

In 2009 vormde Talita een duo met Maria Antonelli met wie ze tot 2012 samen zou spelen. In hun eerste jaar deden ze mee aan veertien toernooien. Ze wonnen in aanloop naar de WK in Stavanger in Shanghai en Seoel en werden tweede in Osaka. In Stavanger verloren ze de halve finale van hun landgenoten Larissa França en Juliana Felisberta da Silva, waarna ze in de troostfinale de bronzen medaille wonnen ten koste van het eveneens Braziliaanse duo Ana Paula Connelly en Shelda Bede. In het vervolg van het seizoen behaalden Talita en Antonelli twee zeges (Gstaad en Kristiansand), twee tweede plaatsen (Den Haag en Barcelona) en twee derde plaatsen (Stare Jabłonki en Åland). Het tweetal speelde in het daaropvolgende jaar dertien wedstrijden in de World Tour met twee overwinningen (Marseille en Den Haag) als beste resultaat. Daarnaast behaalden ze nog vijf podiumplaatsen en drie vierde plaatsen.
Talita en Antonelli haalden in 2011 bij alle veertien internationale toernooien waar ze aan deelnamen de top tien. Ze wonnen in Québec en eindigden in Sanya, Stare Jabłonki en Den Haag als derde. Bij de WK in Rome kwamen ze niet verder dan de kwartfinale waar Xue Chen en Zhang Xi te sterk waren. Het jaar daarop behaalden ze bij tien wedstrijden ook enkel toptienplaatsen. In Sanya werd het duo bovendien eerste, terwijl in Brasilia en Shanghai de tweede plaats en in Klagenfurt de derde plaats behaald werd. Bij de Olympische Spelen in Londen gingen Talita en Antonelli als groepswinnaar door naar de achtste finale, waar ze werden uitgeschakeld door het Tsjechische tweetal Kristýna Kolocová en Markéta Sluková.

### 2013 tot en met 2015
Van 2013 tot en met halverwege 2014 speelde Talita samen met Taiana Lima. Van de twaalf toernooien in de World Tour waar ze aan deelnamen werden er vijf gewonnen (Shanghai, Den Haag, Rome, Long Beach en Berlijn). In Xiamen en Gstaad werd het tweetal verder respectievelijk tweede en derde. Bij de WK in Stare Jabłonki kwam het duo niet verder dan zestiende finale nadat ze door de Duitsers Laura Ludwig en Kira Walkenhorst werden uitgeschakeld. Desalniettemin wonnen Talita en Lima het eindklassement in de World Tour. Het seizoen daarop speelden ze tot en met juni vijf wedstrijden samen met enkel topvijfplaatsen met een tweede plaats in Moskou als beste resultaat.

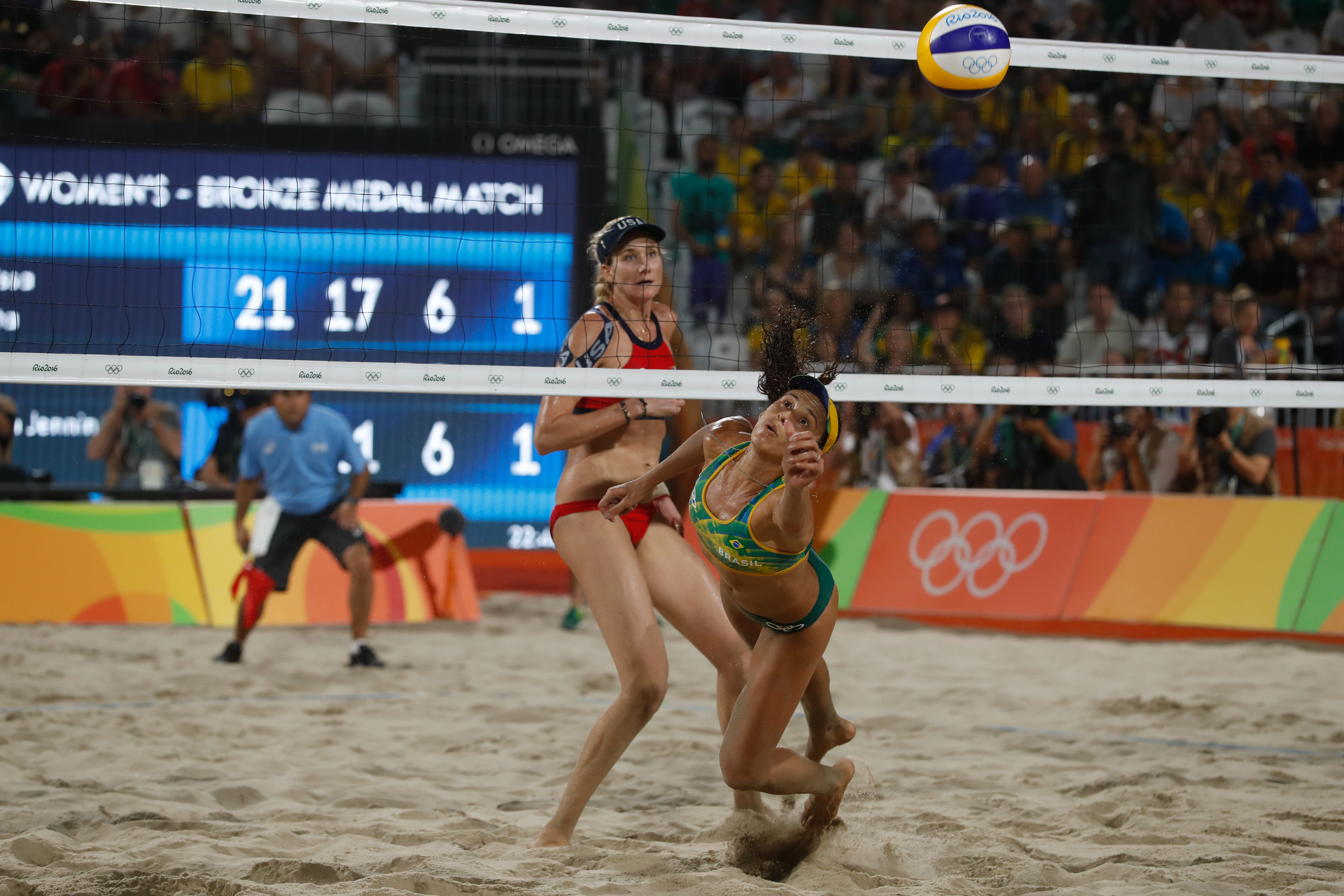
Talita in actie tijdens de wedstrijd om het brons bij de OS in Rio met Kerri Walsh achter het net (2016)

In juli 2014 wisselde Talita van partner naar Larissa die haar terugkeer in het professioneel beachvolleybal maakte. Na twee negende plaatsen in Den Haag en Long Beach volgde in Klagenfurt een overwinning voor het duo. Vervolgens wonnen ze in Stare Jabłonki, São Paulo en Paraná en ook in de nationale competitie boekten ze meerdere toernooizeges. Het duo begon 2015 met overwinningen in Moskou en Poreč en een negende plaats in Sint-Petersburg. Bij de WK in Nederland bereikten Talita en Larissa de achtste finales waar ze werden uitgeschakeld door hun landgenoten Antonelli en Juliana. Alle daaropvolgende toernooien in de World Tour waar ze aan deelnamen met uitzondering van Yokohama wonnen ze, inclusief de seizoensfinale in Fort Lauderdale.

### 2016 tot en met 2022
Talita en Larissa begonnen hun seizoen in 2016 met drie toernooien in Brazilië waarbij ze tweemaal als negende eindigden en in Vitória de overwinning pakten. Na podiumplekken in Moskou (tweede), Hamburg (derde) en Olsztyn (tweede) won het duo het toernooi in Gstaad. Bij de Olympische Spelen in Rio de Janeiro wisten ze de halve finales te bereiken waar ze verloren van de latere olympisch kampioenen Ludwig en Walkenhorst. De troostfinale om het brons tegen Walsh en April Ross werd na drie sets eveneens verloren. Bij de World Tour in 2017 behaalden Talita en Larissa alleen maar topvijfplaatsen met overwinningen in Fort Lauderdale, Moskou en Olsztyn en wonnen ze het eindklassement van de World Tour. Het duo won bij de WK in Wenen – na in de halve finale opnieuw van Ludwig en Walkenhorst verloren te hebben – de bronzen medaille door het Canadese duo Sarah Pavan en Melissa Humana-Paredes in de troostfinale te verslaan.
Na een pauze van een jaar keerde Talita in 2019 terug in het internationale beachvolleybalcircuit aan de zijde van Lima. Het duo nam deel aan elf toernooien in de World Tour en behaalde acht toptienklasseringen. Ze werden eenmaal tweede (Moskou), tweemaal vierde (Wenen en Chetumal) en driemaal vijfde (Xiamen, Itapema en Jinjiang). Daarnaast wonnen ze de zilveren medaille bij de Militaire Wereldspelen in Wuhan achter het Chinese tweetal Wang Fan en Xia Xinyi. In 2021 deden Talita en Lima mee aan vijf FIVB-toernooien waarbij ze een eerste (Cancun) en drie negende plaatsen (tweemaal Cancun en Ostrava) behaalden. In november dat jaar wisselde Talita van partner naar Rebecca Silva, toen het duo als vijfde eindigde bij het toernooi van Itapema. Het daaropvolgende seizoen waren ze actief op vijf reguliere toernooien in de Beach Pro Tour – de opvolger van de World Tour. Ze behaalden daarbij onder meer een tweede plaats in Ostrava en een derde plaats in Rosarito. Bij de WK in Rome bereikten Talita en Rebecca de achtste finale die verloren werd van Pavan en Humana-Paredes.

## Palmares
Kampioenschappen
- 2002:  WK U21
- 2007: 9e WK
- 2008: 4e OS
- 2009:  WK
- 2011: 5e WK
- 2012: 9e OS
- 2015: 9e WK
- 2016: 4e OS
- 2017:  WK
- 2019:  Militaire Wereldspelen
- 2022: 9e WK

FIVB World Tour
- 2005:  Sint-Petersburg Open
- 2005:  Montréal Open
- 2005:  Athene Open
- 2005:  Bali Open
- 2006:  Porto Santo Open
- 2006:  Acapulco Open
- 2007:  Shanghai Open
- 2007:  Sentosa Open
- 2007:  Espinho Open
- 2007:  Marseille Open
- 2008:  Adelaide Open
- 2008:  Shanghai Open
- 2008:  Barcelona Open
- 2009:  Shanghai Open
- 2009:  Osaka Open
- 2009:  Seoel Open

- 2009:  Grand Slam Gstaad
- 2009:  Stare Jabłonki Open
- 2009:  Kristiansand Open
- 2009:  Åland Open
- 2009:  Den Haag Open
- 2009:  Barcelona Open
- 2010:  Shanghai Open
- 2010:  Grand Slam Rome
- 2010:  Grand Slam Stavanger
- 2010:  Marseille Open
- 2010:  Stare Jabłonki Open
- 2010:  Åland Open
- 2010:  Den Haag Open
- 2011:  Sanya Open
- 2011:  Québec Open
- 2011:  Grand Slam Stare Jabłonki
- 2011:  Den Haag Open
- 2012:  Brasilia Open
- 2012:  Sanya Open
- 2012:  Grand Slam Shanghai
- 2012:  Grand Slam Klagenfurt
- 2013:  Grand Slam Shanghai
- 2013:  Grand Slam Den Haag
- 2013:  Grand Slam Rome
- 2013:  Grand Slam Gstaad
- 2013:  Grand Slam Long Beach
- 2013:  Grand Slam Berlijn
- 2013:  Grand Slam Xiamen

- 2013:  FIVB World Tour
- 2014:  Grand Slam Moskou
- 2014:  Grand Slam Klagenfurt
- 2014:  Grand Slam Stare Jabłonki
- 2014:  Grand Slam São Paulo
- 2014:  Paraná Open
- 2015:  Grand Slam Moskou
- 2015:  Poreč Major
- 2015:  Gstaad Major
- 2015:  Grand Slam Long Beach
- 2015:  Grand Slam Olsztyn
- 2015:  Rio de Janeiro Open
- 2015:  World Tour Finals Fort Lauderdale
- 2016:  Vitória Open
- 2016:  Grand Slam Moskou
- 2016:  Hamburg Major
- 2016:  Grand Slam Olsztyn
- 2016:  Gstaad Major
- 2017:  5* Fort Lauderdale
- 2017:  3* Moskou
- 2017:  5* Gstaad
- 2017:  4* Olsztyn
- 2017:  World Tour Finals Hamburg
- 2017:  FIVB World Tour
- 2019:  4* Moskou
- 2021:  4* Cancun
- 2022:  Elite 16 Rosarito
- 2022:  Elite 16 Ostrava